# Rovásíráscsalád
A rovásíráscsaládba tartozó írások emlékei néhány kivételtől eltekintve mind Európában kerültek elő az eurázsiai steppe (sztyeppe) és a Kárpát-medence területén. Az egyes írások története a megfelelő saját szócikkben megtalálható. Ezen írásokban a közös az, hogy mindegyik egy rekonstruált protorovás írásból ered.

## A rovásíráscsalád tagjai
A rovásíráscsalád a következő írások összefoglaló neve:
- Székely–magyar rovásírás
- Kárpát-medencei rovásírás
- Steppei rovásírás

## A rovásírások közeli rokonságát mutató rovás betűalakok a történelmi emlékekben
Bár az alábbiakban számos karakter látható, amelyek megegyeznek, vagy nagyon hasonlóak a három rovásírásban, ugyanakkor mindegyikben jó néhány olyan betű is van, amelyik csak abban fordul elő. Így a rovásírásokat önálló írásoknak kell tekinteni.
| Kárpát-medencei rovásírás    | Kárpát-medencei rovásírás | Steppei rovás               | Steppei rovás             | Székely–magyar rovásírás  | Székely–magyar rovásírás  |
| Jel                          | Név, hangérték            | Jel                         | Név, hangérték            | Jel                       | Név, hangérték            |
| ---------------------------- | ------------------------- | --------------------------- | ------------------------- | ------------------------- | ------------------------- |
|                              | VILLÁS A /a/              |                             | VILLÁS A /a/              | Nincs nyoma az emlékekben | Nincs nyoma az emlékekben |
|                              | B /b/                     |                             | B /b/                     |                           | B /b/                     |
|                              | VILLÁS E /a/ɛ/            |                             | VILLÁS E /a/ɛ/            |                           | A /a/                     |
| Torzult formában fennmaradt. | CS /tʃ/                   | ,                           | HÁRMAS CS /tʃ/            |                           | CS /tʃ/                   |
|                              | HEGYES D /d/              |                             | HEGYES D /d/              |                           | T /t/                     |
| Torzult formában fennmaradt. | ÁTLÓS E /*ɛ/a/            |                             | ÁTLÓS E /ɛ/               |                           | E /ɛ/                     |
| Torzult formában fennmaradt. | ÁTLÓS E /*ɛ/a/            | Ö /ø/øː/                    | ÁTLÓS E /ɛ/               |                           |                           |
| Torzult formában fennmaradt. | ÁTLÓS E /*ɛ/a/            | BEZÁRT Ő Ű /*e/*ø/*øː/y/yː/ | ÁTLÓS E /ɛ/               |                           |                           |
| Torzult formában fennmaradt. | VILLÁS G /g/              |                             | VILLÁS G /g/              |                           | G /g/                     |
|                              | GH /ɣ/                    |                             | GH /ɣ/                    |                           | GH /ɣ/                    |
|                              | GH /ɣ/                    | NYÍLT Ü /ø/øː/y/yː/         | GH /ɣ/                    |                           |                           |
| Nincs nyoma az emlékekben    | Nincs nyoma az emlékekben |                             | BEZÁRT E /e/              |                           | BEZÁRT E /e/              |
| Nincs nyoma az emlékekben    | Nincs nyoma az emlékekben | H /h/                       | BEZÁRT E /e/              |                           |                           |
|                              | HEGYES CH /x/             |                             | HEGYES CH /x/             | Nincs nyoma az emlékekben | Nincs nyoma az emlékekben |
|                              | SZÖGLETES I /i/           |                             | SZÖGLETES I /i/           |                           | J /j/                     |
|                              | ÍVES I /i/                |                             | ÍVES I /i/                | Nincs nyoma az emlékekben | Nincs nyoma az emlékekben |
|                              | BEZÁRT J /j/ʎ/            |                             | BEZÁRT J /j/              | Nincs nyoma az emlékekben | Nincs nyoma az emlékekben |
|                              | NYÍLT K /k/               | Nincs nyoma az emlékekben   | Nincs nyoma az emlékekben |                           | NYÍLT K /k/               |
|                              | HEGYES K /k/              | Nincs nyoma az emlékekben   | Nincs nyoma az emlékekben |                           | HEGYES K /k/              |
|                              | KÜ /ky/                   |                             | KÜ /ky/                   | Nincs nyoma az emlékekben | Nincs nyoma az emlékekben |
|                              | EGYSZERŰ L /l/            |                             | EGYSZERŰ L /l/            | Nincs nyoma az emlékekben | Nincs nyoma az emlékekben |
|                              | VILLÁS L /l/              |                             | KERESZTES L /l/           |                           | L /l/                     |
|                              | LY /j/ʎ/                  | Nincs nyoma az emlékekben   | Nincs nyoma az emlékekben |                           | LY /ʎ/                    |
|                              | NYÍLT M /m/               |                             | NYÍLT M /m/               |                           | M /m/                     |
|                              | N /n/ɲ/                   |                             | N /n/                     |                           | N /n/                     |
|                              | N /n/ɲ/                   | NY /ɲ/                      | N /n/                     |                           |                           |
|                              | NYÍLT N /n/               |                             | VILLÁS N /n/              | Nincs nyoma az emlékekben | Nincs nyoma az emlékekben |
|                              | HEGYES O /o/u/            | Nincs nyoma az emlékekben   | Nincs nyoma az emlékekben |                           | O /o/                     |
| Torzult formában fennmaradt. | P /p/                     |                             | P /p/                     |                           | P /p/                     |
|                              | EGYSZERŰ P /p/            |                             | EGYSZERŰ P /p/            | Nincs nyoma az emlékekben | Nincs nyoma az emlékekben |
|                              | ÍVES Q /q/                |                             | ÍVES Q /q/                | Nincs nyoma az emlékekben | Nincs nyoma az emlékekben |
| Nincs nyoma az emlékekben    | Nincs nyoma az emlékekben |                             | SZÖGLETES Q /q/           |                           | CH /x/                    |
| Nincs nyoma az emlékekben    | Nincs nyoma az emlékekben |                             | BEZÁRT Q /q/              |                           | K /k/                     |
| Nincs nyoma az emlékekben    | Nincs nyoma az emlékekben |                             | R /r/                     |                           | R /r/                     |
|                              | BEZÁRT S /ʃ/              | Nincs nyoma az emlékekben   | Nincs nyoma az emlékekben |                           | US /uʃ/                   |
| Nincs nyoma az emlékekben    | Nincs nyoma az emlékekben |                             | KÖRVÉGŰ S /ʃ/             |                           | S /ʃ/                     |
|                              | SZ /s/                    |                             | SZ /s/                    |                           | SZ /s/                    |
|                              | NYÍLT T /t/               |                             | NYÍLT T /t/               | Nincs nyoma az emlékekben | Nincs nyoma az emlékekben |
|                              | BEZÁRT T /t/              |                             | BEZÁRT T /t/              | Nincs nyoma az emlékekben | Nincs nyoma az emlékekben |
| Nincs nyoma az emlékekben    | Nincs nyoma az emlékekben |                             | KÖZPONTI T /t/            |                           | TY /c/                    |
| Nincs nyoma az emlékekben    | Nincs nyoma az emlékekben |                             | VILLÁS Ü /y/              |                           | V /v/                     |
|                              | ÍVES Ü /y/                |                             | ÍVES Ü /ø/y/              | Nincs nyoma az emlékekben | Nincs nyoma az emlékekben |
|                              | NYÍLT V /β/               |                             | NYÍLT V /β/               |                           | NYÍLT V /β/               |
|                              | NYÍLT Z /z/               | Nincs nyoma az emlékekben   | Nincs nyoma az emlékekben |                           | Z /z/                     |
| Nincs nyoma az emlékekben    | Nincs nyoma az emlékekben |                             | ZS /ʃ/                    |                           | ZS /ʒ/                    |

## A rovásíráscsalád létezését alátámasztó kutatói vélemények
A rovásíráscsalád egyes tagjai közötti kapcsolatot már számos kutató megállapította:
- Erdélyi István régész: Kifejtette, hogy a steppei rovás kapcsolatban áll a Kárpát-medencei rovásírással és a székely–magyar rovásírással.[2] Egy másik művében kifejtette, hogy a Majackoje nevű kazár kővárban általuk (szovjet-magyar-bolgár régészeti expedíció) "feltárt nagy rovásfeliratok segítséget nyújthatnak a nagyszentmiklósi aranykincs és az avar kori rovásírás eredete megfejtésében."[3]
- Németh Gyula: A Kárpát-medencei rovásírás (KMR) és a székely–magyar rovás közötti szoros kapcsolatot kimutatta.[4]
- Róna-Tas András turkológus: Szerinte a bodrog-alsóbűi rováslelet fontos láncszem a kelet-európai írások és a székely írás között.[5]
- Sándor Klára nyelvész[6]
- Vékony Gábor régész-történész: Több művében részletesen elemezte a három írás kapcsolatát.[7][8]

## A különböző rovás írásbeliségek
A rovás íráscsaládba tartozó különböző írásbeliségek az általuk használt rovás grafémákban kisebb-nagyobb mértékben eltérnek. Bár három fő ág meghatározható (Székely–magyar rovásírás, Kárpát-medencei rovásírás, steppei rovásírás), de ezeken belül is igen jelentős eltérések mutathatók ki az egyes írásbeliségek között.

## A rovás elterjedtsége
Az alábbiakban a rovás különböző századokban való elterjedtségét lehet látni.

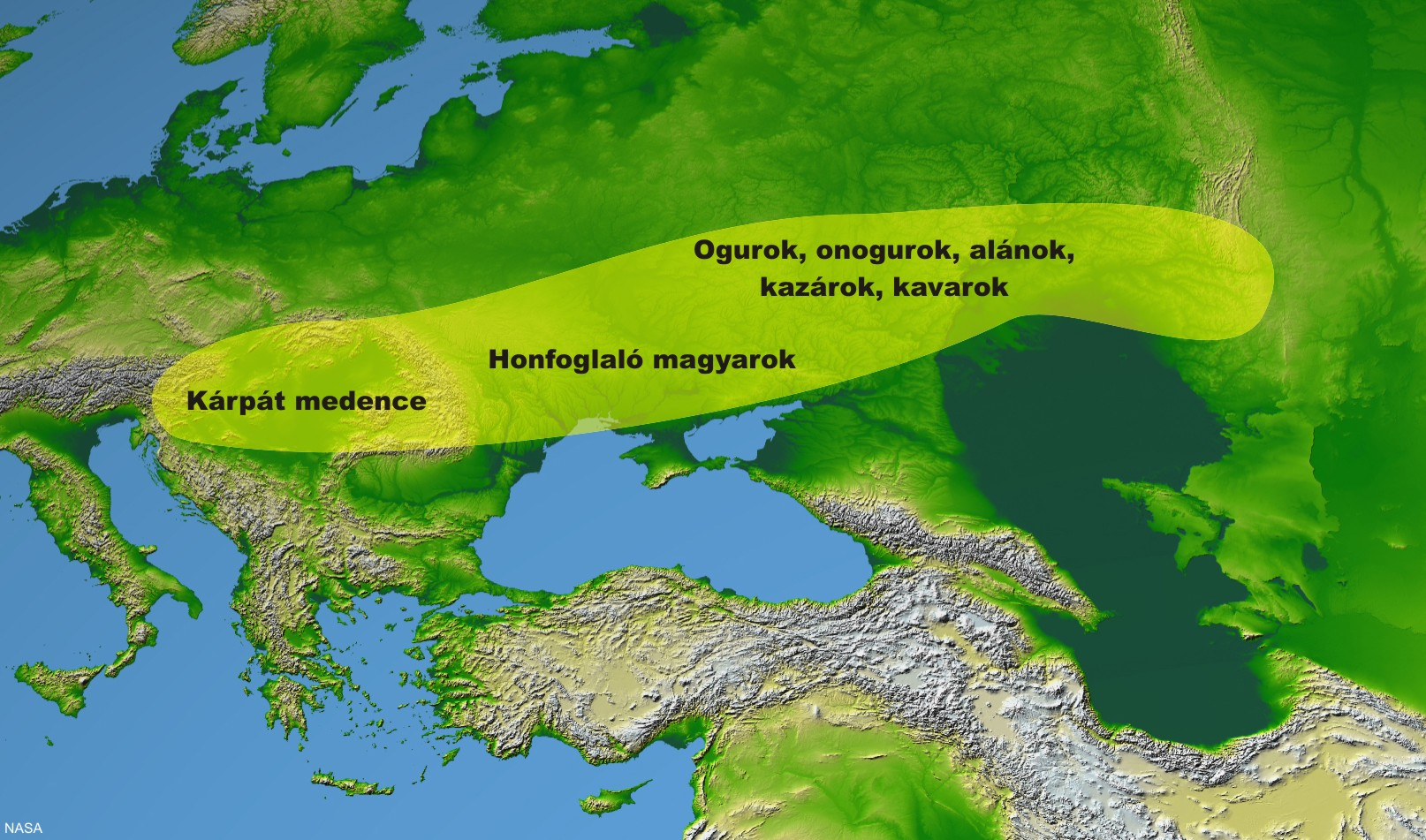
Rovás elterjedtsége a IX. században
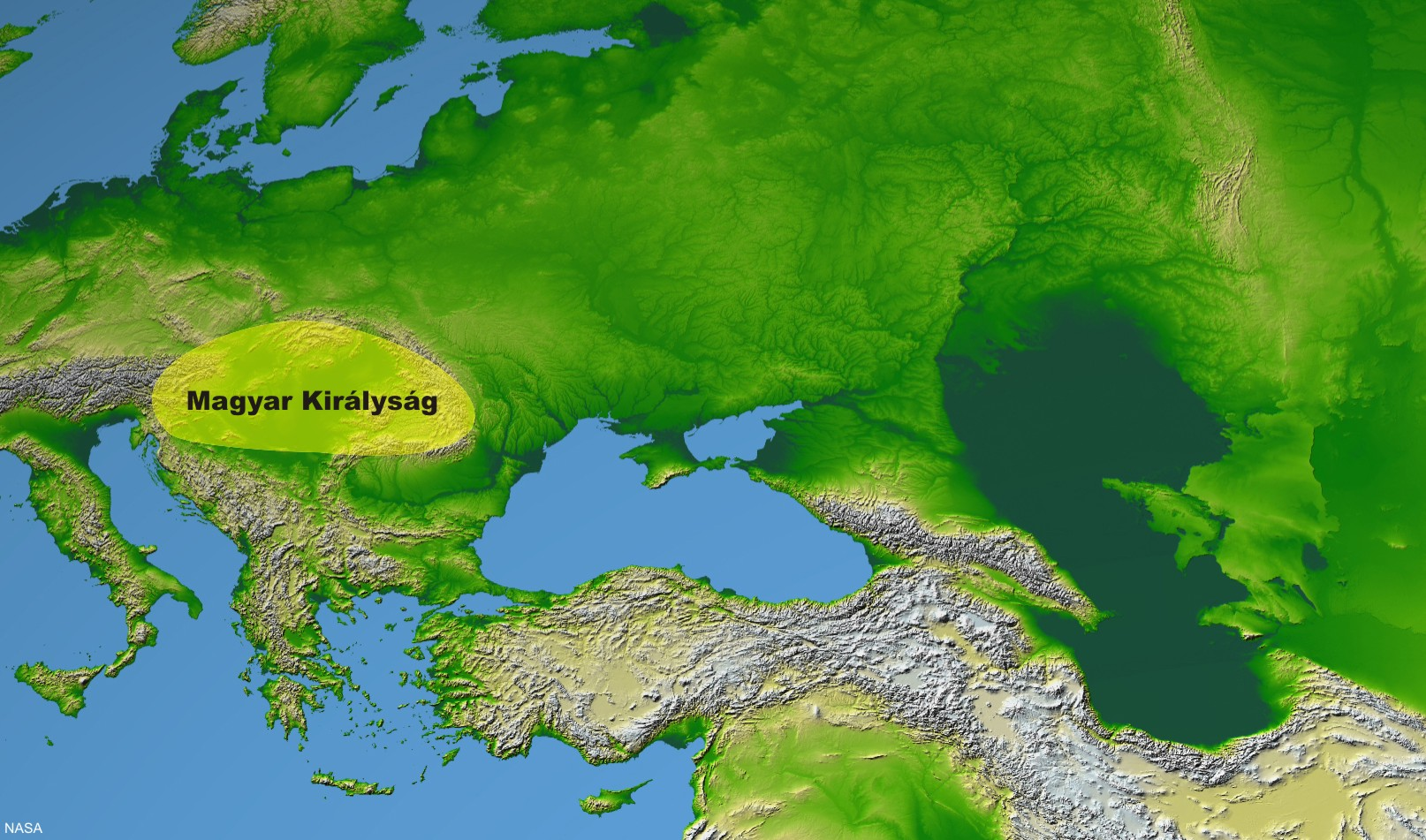
Rovás elterjedtsége a XI. században
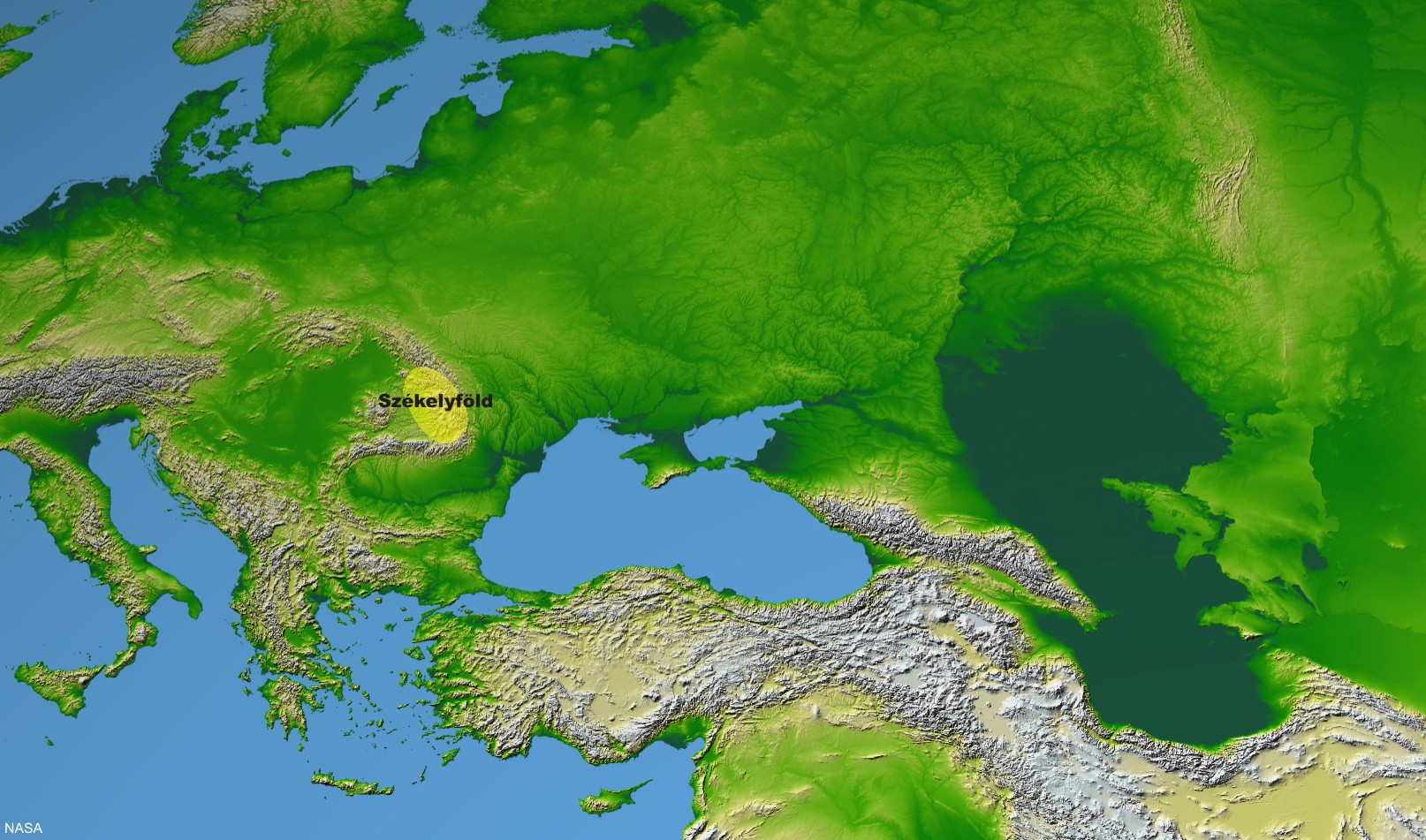
Rovás elterjedtsége a XV. században
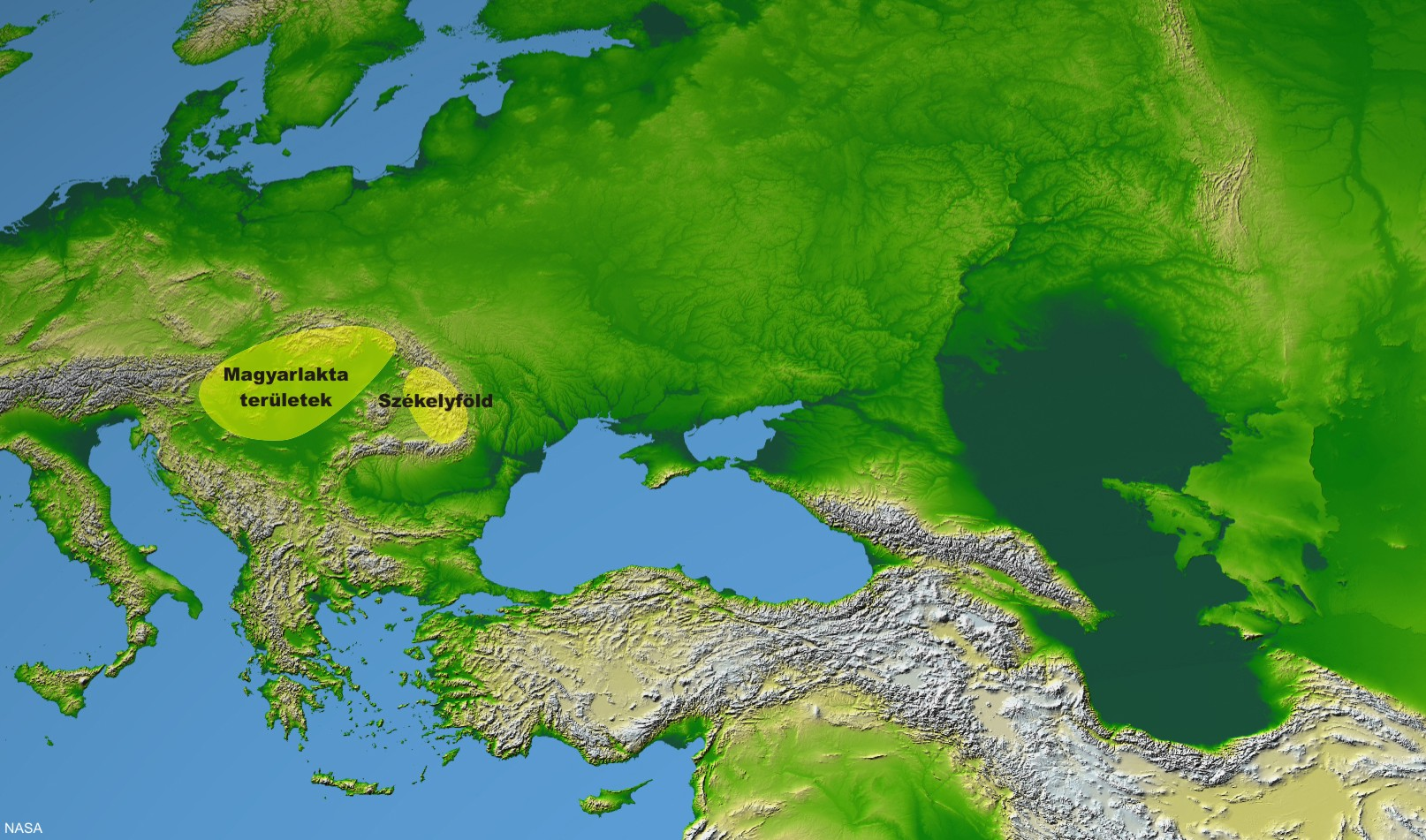
Rovás elterjedtsége a XX. században

## Egy elmélet a rovásíráscsaládok fejlődésére
Az egyelőre még nem bizonyított, rekonstruált protorovás írás közvetlen vagy közvetett leszármazottait nevezzük rovásírásnak.

## Külső hivatkozások
- Erdélyi István (1982): Az avarság és Kelet a régészeti források tükrében. Budapest: Akadémiai Kiadó, ISBN 963-05-2705-7
- Erdélyi István (2004): Őseink nyomában. A magyar őstörténet kutatása a XX. században. Budapest: Masszi Kiadó, 218 o., ISBN 963-9454-46-X
- Erdélyi István & Ráduly János (2010): A Kárpát-medence rovásfeliratos emlékei a Kr. u. 17. századig. Ed. István Erdélyi. Budapest: Masszi Kiadó. ISBN 978-963-9851-28-3
- Magyar Kálmán (2001): Szent István államszervezésének régészeti emlékei, Kaposvár-Segesd: Local Government of Segesd
- Németh Gyula (1932): A nagyszentmiklósi kincs feliratai, In: Magyar Nyelv. Vol. XXVIII, No. 3-6, 1932, 65-85 & 129-139.
- Róna-Tas András (1996): A honfoglaló magyar nép. Bevezetés a korai Magyar történelem ismeretébe. Budapest: Balassi Kiadó, ISBN 963-506-106-4
- Sándor Klára (1992, szerk.), Rovásírás a Kárpát-medencében. Library of the Hungarian Ancient History 4. Szeged: József Attila University of Sciences, Department of Altayistics. ISBN 963-481-885-4
- Vékony Gábor (1987): Későnépvándorláskori rovásfeliratok a Kárpát-medencében. Szombathely-Budapest: Életünk szerkesztősége. ISBN 978-963-025-132-7
- Vékony Gábor (1987): Spätvölkerwanderungszeitliche Kerbinschriften im Karpatenbecken. In: Acta Acheologica Hungarica. Vol. 39, 211-256. (németül)
- Vékony Gábor (2002): Magyar őstörténet – Magyar honfoglalás. Budapest: Nap Kiadó, Második kiadás: 2005. ISBN 963-9402-16-8.
- Vékony Gábor (2004): A székely írás emlékei, kapcsolatai, története. Budapest: Nap Kiadó. ISBN 963-9402-45-1 (magyarul)
- Gábor Hosszú (2011): Heritage of Scribes. The Relation of Rovas Scripts to Eurasian Writing Systems.  First edition. Budapest: Rovas Foundation, ISBN 978-963-88437-4-6, fully available from Google Books at https://books.google.hu/books?id=TyK8azCqC34C&pg=PA19 (angolul)

## Unicode előterjesztések
- Demeczky Jenő, Giczi György, Dr. Hosszú Gábor, Kliha Gergely, Dr. Obrusánszky Borbála, Rumi Tamás, Sípos László, Dr. Zelliger Erzsébet javaslata  - Kiegészítő információk a Rovás írásnévről (angolul): Additional information about the name of the Rovas script. Individual Contribution for consideration by UTC and ISO/IEC JTC1/SC2/WG2 and ISO 15924/MA-JAC Archiválva 2014. február 22-i dátummal a Wayback Machine-ben, 2012. október 21.
- Demeczky Jenő, Dr. Hosszú Gábor, Rumi Tamás, Sípos László, Dr. Zelliger Erzsébet: Revised proposal for encoding the Rovas in the UCS. Individual Contribution for consideration by UTC and ISO/IEC JTC1/SC2/WG2 Archiválva 2014. március 17-i dátummal a Wayback Machine-ben, 2012. október 17.
- Kód kérése a Rovás számára az ISO 15924 szabványba[halott link], 2012. október 21. (angolul)
- Jenő Demeczky, György Giczi, Gábor Hosszú, Gergely Kliha, Borbála Obrusánszky, Tamás Rumi, László Sípos, Erzsébet Zelliger: About the consensus of the Rovas encoding - Response to N4373. Individual Contribution for consideration by UTC and ISO/IEC JTC1/SC2/WG2[halott link]. Registered by UTC (L2/12-337), 2012-10-24  (angolul)

## Külső webes hivatkozások
- Rovásírások családja a RovásPédián
- N4222 - Dr. Hosszú Gábor (Magyar Szabványügyi Testület): Response to the N4197 about the Rovas scripts[halott link], 2012-02-02
- Sípos Lászlóval készül interjú a Rovás Híradóban[halott link] (magyarul)
- Hagyaték - Rovásírás - Újraéledő jelek (Duna Televízió, 2012. május 26.)
- Dr. Hosszú Gábor: A számítógépes paleográfia haszna. Interjú a Magyar Rádió Határok nélkül c. műsorában. 2012. július 10, az első 1:30 perc.[halott link] (magyarul)
- Dr. Kontur László: Nostratic language (magyarul) (angolul) (németül)
- Az Index cikke a rovásírásról  (magyarul)